# Schizostachyum
Schizostachyum es un género de plantas herbáceas de la familia de las poáceas. Es originario del este de Asia. 

## Especies seleccionadas
- Schizostachyum hallieri Gamble
- Schizostachyum hirtiflorum Hack.
- Schizostachyum luzonicum Gamble
- Schizostachyum merrillii Gamble
- Schizostachyum toppingii Gamble

Las siguientes especies han sido excluidas de este género:
- Schizostachyum copelandi F.Muell. & Hack., reemplazado por Sinocalamus copelandi (Gamble ex Brandis) Raizada
- Schizostachyum dullooa (Gamble) Majumdar, reemplazado por Neohouzeaua dullooa (Gamble) A.Camus
- Schizostachyum griffithii (Munro) R.B.Majumdar, reemplazado por Teinostachyum griffithii Munro
- Schizostachyum helferi (Munro) R.B.Majumdar, reemplazado por Neohouzeaua helferi (Munro) Gamble
- Schizostachyum pergracile (Munro) Majumdar, reemplazado por Cephalostachyum pergracile Munro
- Schizostachyum polymorphum (Munro) Majumdar, reemplazado por Pseudostachyum polymorphum Munro
- Schizostachyum serpentinum Kurz , remplazado por Gigantochloa nigrociliata (Büse) Kurz
- Schizostachyum subcordatum Ridley, reemplazado por Dendrocalamus pendulus Ridley